# Joaquín Taboada Steger
Joaquín Taboada Steger (1870 - 1923) fou un compositor espanyol, era fill del també músic Rafael (1837-1914).
Al teatre li donà les sarsueles següents: 
- Antolin (1887);
- Los chirigotas; Casa de baños (1889);
- El niño ciego (1892);
- El lago del Parral (1893);
- El pozo del diablo (1894);
- Los mamelucos; El pregonero de Riosa (1900);

A més se li deu, l'òpera Raquel (1891) i, Album para canto (1895); Sevillanas para piano (1895).